# Lloyds autrichien
Pour les articles homonymes, voir Lloyd.
Établi à Trieste et fondé en 1833, le Lloyds autrichien — (de) Österreichischer Lloyd, (it) Lloyd Austriaco — était la plus grande compagnie maritime de l'Empire austro-hongrois, jusqu'à sa disparition en 1918. Elle lui a permis de nombreuses liaisons vers l'Orient, avant et après le percement du canal de Suez (1856). La société Italia Marittima est sa lointaine descendante.

## Histoire

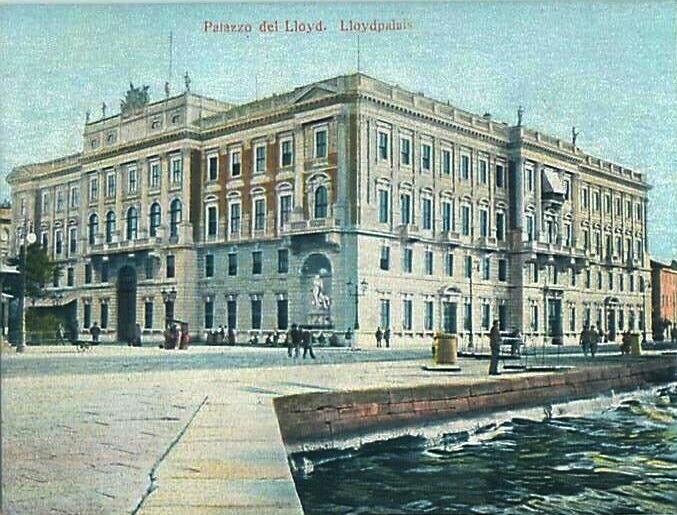
Le siège social de Lloyd à Trieste au tournant du XXe siècle

En 1833, les compagnies d'assurance de transport maritime, des banques et de nombreux actionnaires individuels ont décidé de former le Lloyd autrichien dans le grand port de Trieste — principal point d'accès commercial et maritime de l'empire d'Autriche d'alors —, avec le soutien du ministre du commerce Karl Ludwig von Bruck et d'un important négociant italien, le baron Pasquale Revoltella. C'est tout d'abord une société qui collecte et diffuse l'information via le transport maritime, et un réseau international de correspondants et de journaux diffusés dans le port de Trieste, en s'inspirant de certains services offerts par le Lloyd's of London.
Gaspard Tonello, ingénieur de la marine italienne et professeur de construction navale à Venise, devient un grand industriel de Trieste. En 1839, les frères Tonello avaient fondé les chantiers de San Marco, puis ceux de Muggia en 1852. Le Stabilimento Tecnico Triestino, apparu en 1857-1858, est issu de la fabrique de machines Strudenhoff à Sant'Andrea et du chantier de San Rocco, avec le soutien des banques viennoises. À Trieste, Gaspard Tonello procure du travail à des milliers de personnes et fait construire  plusieurs bateaux à hélice pour naviguer entre Trieste et Liverpool et créer plus tard un service transatlantique.
Le 20 avril 1836, la société décide de se lancer dans la navigation à vapeur, alors en pleine expansion. Le 2 août de la même année, elle fait construire six bateaux à vapeur. En 1837, le gouvernement passe un contrat avec elle pour la mise en place d'une liaison régulière entre Trieste et Constantinople, via Smyrne. En 1838, l'archiduc Johann fonde l'Association pour la promotion de l'industrie en Autriche, et son journal, The Inner Austrian Trade Journal, qui milite pour l'industrialisation de l'arrière-pays du port de Trieste. Le Journal du Lloyd autrichien, son rival, devient dans les années 1840 le journal autrichien de référence pour l'économie et la politique. Il est lu à Vienne comme à Trieste, pas seulement chez les commerçants mais aussi à la cour, et par tous les libéraux qui aspirent à des réformes anti-protectionnistes comme celles promues par Richard Cobden et les libéraux anglais de Manchester. Les deux journaux échouent cependant à voir leurs articles repris par les journaux locaux, leur ton étant jugé parfois trop polémique.

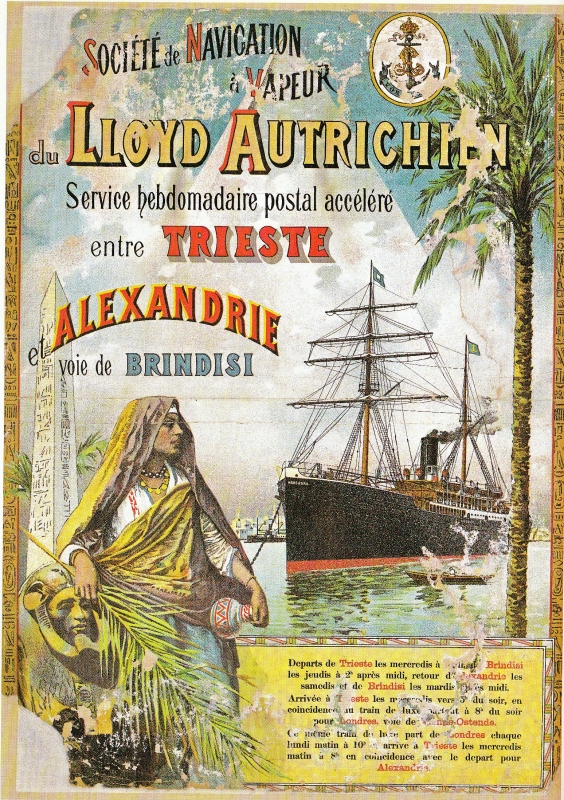
Affiche faisant la publicité du trajet Trieste-Alexandrie

En 1844, le Lloyds autrichien acquiert une société de transport maritime concurrente, la Première compagnie danubienne de navigation à vapeur (de), qui opérait aussi une ligne de Constantinople à Smyrne. L'année suivante, le Lloyds autrichien devient une filiale de La Poste impériale d'Autriche-Hongrie. À partir de 1846, l'abolition des Corn Laws en Angleterre facilite l'importation des céréales de la Mer Noire vers Londres. 
Le 17 août 1852, le Times devient client du tout nouveau service Reuters sur les navires en provenance de l'Orient, fourni par le "Lloyds autrichien" à Trieste, qui approché quelques années après aussi par Joseph Tuvora , fondateur d'une autre agence de presse, la Correspondance autrichienne. L'année 1853 voit la création d'une compagnie Pester Lloyd Society à Pest, grand port fluvial céréalier sur le Danube, qui crée un quotidien économique en allemand, le Pester Lloyd.
En 1869, plusieurs de ses navires, Pluto', Vulcan, et America, sont présents à l'ouverture du canal de Suez. Le Lloyd autrichien devient actionnaire de la Compagnie de Suez, dont Pasquale Revoltella, membre du conseil d'administration du Lloyd, prend le poste de vice-président.
Peu après est lancée une ligne Trieste–Bombay, puis une autre Trieste-Port Saïd. Deux ans après, une bourse à l'assurance maritime est établie légalement en Angleterre, par le Lloyd's of London et le Lloyd's Act de 1871. Colombo est aussi relié en 1879 puis au début de 1880 ce sont Singapour et Hong Kong. La ligne vers Alexandrie, modernisée en 1894 par l'achat de quatre navires rapides et celle vers Bombay étaient les plus rentables. Les croisières ont été lancées en 1907, l'année du déplacement du siège, de Trieste à Vienne. En 1912 est lancée une ligne Trieste–Shanghai.
À la veille de la Première Guerre mondiale, la compagnie disposait d'une flotte de 65 navires, ce qui en faisait l'une des principales compagnies maritimes au monde. L'italien était la langue de travail de ses équipages.
À l'issue de la Première Guerre mondiale la société a été transférée dans des mains italiennes, toujours depuis le port de Trieste, sous le nom de Lloyd Triestino, qui a été officiellement changé en celui de Italia Marittima en 2006 seulement.